# Eucyclops neomacruroides
Eucyclops neomacruroides – gatunek widłonoga z rodziny Cyclopidae, nazwa naukowa gatunku została po raz pierwszy opublikowana w 1990 roku przez B. H. Dussarta i C. H. Fernando.  Gatunek ten został ujęty w Katalogu Życia.